# Fjällskogsvapenfluga
Fjällskogsvapenfluga (Exodontha dubia) är en tvåvingeart som först beskrevs av Zetterstedt 1838.  Fjällskogsvapenfluga ingår i släktet Exodontha och familjen vapenflugor. Arten är reproducerande i Sverige. Inga underarter finns listade i Catalogue of Life.